# ألكس باسكوال
ألكس باسكوال (بالإسبانية: Àlex Pascual)‏ هو لاعب كرة قدم إسباني، ولد في 21 مايو 1977 في مورو دي الكوي في إسبانيا. لعب مع أولمبيك تشاتيفا ونادي ألكويانو ونادي أونتينيينت ونادي إيركوليس ونادي نوفيلدا.

## وصلات خارجية
- ألكس باسكوال على موقع قاعدة بيانات كرة القدم.إي يو (الإنجليزية)